# Tatai András
Tatai András (Hegyközszentmiklós, Bihar megye, 1803. november 24. – Kecskemét, 1873. szeptember 20.) református főiskolai tanár, egy időben a Pesti Református Teológiai Akadémia tanára.

## Életrajza
Tatai András lelkész és Fazekas Zsuzsánna fia. Debrecenben tanult és 1881-ben a felső osztályba lépett; 21 éves korában az V., a következő évben a VI. gimnáziumi osztály tanára (publicus praeceptor), 1828 végén és 1829 elején főiskolai senior volt. Az iskola főgondnoka Péchy Imre hétszemélynök buzdítására magát a tanári pályára képzendő, félévet Pesten és Bécsben, egy évet Jenában és Göttingenban töltött (1829.) az egyetemen. Hazatérte után egy évig segédlelkész volt. 1831-ben az akkor alapított főiskolába hivatott és ment tanárnak; tanári székét április 17-én foglalta el. 1856-ban a pesti teológiai Akadémiához ment át tanárnak, de két évi itteni tartózkodása után 1858-ban visszatért Kecskemétre, hol mint tanár haláláig működött. Ezenkívül részt vett a Dunántúli Egyházkerület kormányzatában, megválasztatván 1832-ben kerületi tanácsbíróvá s a lelkészvizsgáló bizottság tagjává, 1849-ben kerületi pénztárnok; a kecskeméti egyházmegyének szintén tanácsbírája volt.
Több latin és magyar költeménye van a Péczely József Pallas Debrecinájában (1828.); számos cikke jelent meg az egyházi és politikai lapokban, egyházi beszédei és gyászalkalmakra mondott beszédei a Papi Dolgozatokban és a Kecskeméti Lelkészi Tárban.

## Munkái
- Tiszta mathesis kezdete. Pest, 1835-36. Két kötet.
- Deák grammatika. Első folyam. Az alsó grammatika iskola számára. Uo. 1841. Második folyam. Nyelvtani gyakorlatokkal, Cornelius Nepos jeles hadvezérek életírásaival és Phaedrus Aesopi meséivel. Uo. 1842. (I. és II. 2. kiadás. 1851., 3. k. 1856. Uo.).
- Görög nyelvtan, gyakorló és olvasó részszel és görög-magyar szótárral. Kecskemét, 1841. (Ism. Athenaeum 1842., 2. kiadás. Uo. 1847., 3. k. Pest, 1853. Ism. Pesti Napló 1028. sz.).
- Elemi mértan. I. rész. Tértan. Kecskemét, 1842. (2. kiadás. Pest, 1852. II. rész. Tértan. Pest, 1844. 2. k. hét idomtáblával. Uo. 1856. III. rész. Háromszög és kupszelettan. Pest, 1844. (2. k. 1854. Uo.).
- Halotti beszéd Báthory Gábor felett. Kecskemét, 1842.
- A természetes számok logarithmusai 1-1000. Lalande után. Uo. 1842.
- A Pesten felállitandó prot. főiskola tanitási rendét tervező pályamunka. Kecskemét, 1843. (Karika Jánossal együtt írta és a második díjat nyerték).
- Halotti beszéd Szilády Károlyné Kenéz Mária felett. Uo. 1845.
- Kis természettan. Tanuló gyermekek s olvasni kívánó köznép számára. Uo. 1846., 1848. két kötet. Öt idomtáblával.
- Grammatikai és polgári tanulók szavalmányai. Pest, 1847. (Nyom. Kecskeméten).
- Halotti beszéd Polgár Mihály felett. Uo. 1854.
- Halotti beszéd Kármán Kiss Julia felett. Uo. 1855.
- Halotti beszéd özv. Polgár Mihályné Major Krisztina felett. Pest, 1856.
- Szent történelem az isteni üdvintézmény történelmi kifejlésének rendszeres előadása, mint az egész keresztyén vallástan mellőzhetlen alapja. Kurz Henrik János után ford., a ref. egyház hitelveivel is viszhangzásba hozva. Uo. 1859.

Számos üdvözlő verset is írt különféle alkalmakra.